# Gare de La Charité
Gare de La Charité – stacja kolejowa w La Charité-sur-Loire, w departamencie Nièvre, w regionie Burgundia-Franche-Comté, we Francji.
Jest stacją Société nationale des chemins de fer français (SNCF), obsługiwaną przez pociągi Intercités i TER Bourgogne.

## Położenie
Znajduje się na wysokości 199 m n.p.m., na km 226,970 linii Moret – Lyon, pomiędzy stacjami Mesves - Bulcy i La Marche.

## Usługi
Jest obsługiwana przez pociągi Intercités Paryż - Nevers i TER Bourgogne na trasie Cosne - Nevers.